# Asylum Records

Logo

Asylum Records ist ein Musiklabel, das 1971 von David Geffen in den USA gegründet wurde. 1973 kam es gemeinsam mit Elektra Records zum Warner-Konzern, heute gehört es zur Warner Music Group.
Bekannte Künstler des Labels aus den 1970er Jahren sind Joni Mitchell und Tom Waits. Bob Dylan veröffentlichte hier seine LP Planet Waves, die Eagles Hotel California.
Seit 2017 wird das vorher jahrelang nur in Großbritannien verwendete Label auch wieder in den USA für Neuproduktionen genutzt.